# Terrihütte
Die Terrihütte (rätoromanisch im Idiom Sursilvan Camona da Terri) ist eine Berghütte der Sektion Piz Terri des Schweizer Alpen-Clubs (SAC). Benannt ist die Hütte nach dem Piz Terri (3149 m ü. M.), dem höchsten Gipfel der Region Greina.

## Hütte
Die Hütte liegt auf einer Höhe von 2170 m ü. M. und verfügt über 110 Schlafplätze in zwölf Zimmern. Sie liegt auf dem Gemeindegebiet von Sumvitg zuhinterst im Val Sumvitg im Gebiet der Hochebene Greina im Kanton Graubünden und ist Ausgangspunkt für zahlreiche Wanderungen und Bergtouren.
Sie wurde 1925 gebaut; der Standort wurde durch den bekannten Alpenforscher Walram Derichsweiler (1872–1936) festgelegt. 1973 wurde die Hütte ein erstes Mal umgebaut und erweitert, weitere Umbauten erfolgten 1992 und 2007.

## Zugang
Im Sommer kann die Terrihütte auf Wanderwegen von der Bündner Seite von Vrin (1448 m ü. M.) aus über den Pass Diesrut (2428 m ü. M.), von Rabius aus durch das Val Sumvitg über einen etwas steilen Anstieg beim Crest la Greina erreicht werden. Die Wanderzeit beträgt etwa vier Stunden.
Von der Tessiner Seite erfolgt der Zugang über Olivone bzw. Campo (Blenio). Von dort folgt man entweder nordwestlich dem Lago di Luzzone entlang zur Motterasciohütte und weiter über den Pass Crap, oder man geht nördlich durch das Val Camadra hinauf zur Scalettahütte und weiter über den Pass la Greina. Das letzte Wegstück, das am unteren Ende der Greina-Ebene beginnt, wird durch die 2018 erbaute Hängebrücke Punt la Greina durch einen nun umgangenen Zwischenanstieg etwas verkürzt.

## Weblinks

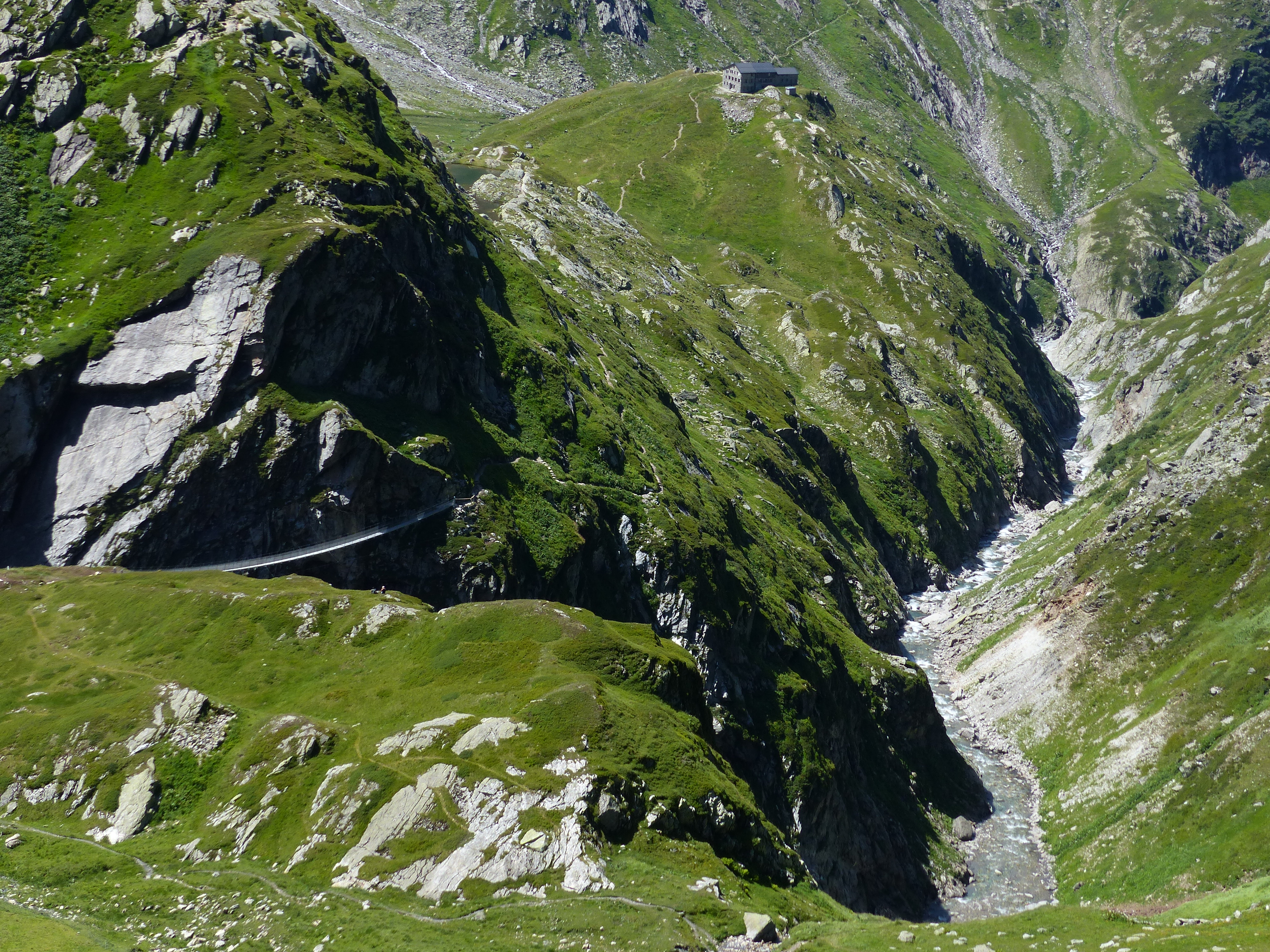
Terrihütte mit Punt la Greina beim Abstieg vom Pass Diesrut